# لوني أندرسون
لوني أندرسون (بالإنجليزية: Loni Anderson) (و. 1945  م) هي ممثلة تلفزيونية، وممثلة أفلام، وممثلة صوت أمريكية، ولدت في سانت بول، مينيسوتا. تعلمت في جامعة منيسوتا.

## الوفاة
توفيت لوني أندرسون في 3 أغسطس 2025 عن عمر ناهز 79 عام.

## وصلات خارجية
- لوني أندرسون على موقع IMDb (الإنجليزية)
- لوني أندرسون على موقع روتن توميتوز (الإنجليزية)
- لوني أندرسون على موقع ألو سيني (الفرنسية)
- لوني أندرسون على موقع تيرنر كلاسيك موفيز (الإنجليزية)
- لوني أندرسون على موقع أول موفي (الإنجليزية)
- لوني أندرسون على موقع قاعدة بيانات الأفلام السويدية (السويدية)
- لوني أندرسون على موقع إن إن دي بي (الإنجليزية)
- لوني أندرسون على موقع ديسكوغز (الإنجليزية)
- لوني أندرسون على موقع قاعدة بيانات الفيلم (الإنجليزية)
- لوني أندرسون على موقع كينوبويسك (الروسية)